# 山上愛
山上 愛（やまがみ あい、1996年3月16日 - ）は、日本の元グラビアアイドル、タレント。
東京都出身。元アヴィラ所属。

## 略歴
2010年9月、DVD『Angel Kiss』により、デビュー。
2011年3月、3枚目のDVD『純心美少女』をリリース。同年5月、『週刊少年マガジン』と『週刊ヤングマガジン』が主催するミスマガジン2011の候補者15人のうちの1人に選ばれる。12月には、6枚目のDVD『愛モード』をリリースする。なお、この年よりテレビ番組『Rの法則』にレギュラー出演している。
2012年3月、7枚目のDVD『ピュア ラブ』をリリース。この作品の仕上がりについては「可愛らしく、たまに大人っぽい私がぎっしり詰まっています」と語っている。同年6月にはDVD『あいあいモード』を、9月にはDVD『あい あむ あい』をリリースした。
2015年1月、WEBドラマ×舞台×DVD「DAB+(ダブプラス)」にて初演技。
2019年3月、公式YouTubeチャンネルを開設。

## 人物
- 所属事務所（当時）のアヴィラが主催するシンデレラ&プリンス・コンテストで、最優秀グランプリを受賞[13]。
- 今後の目標として「雑誌の表紙になること」と「海外での撮影」を挙げている[14]。
- 韓国語を習得しており、公式YouTubeでは主に韓国に関連した内容の動画を投稿している。

## 作品
- Angel Kiss（2010年9月、トリコ）
- たっぷり山上愛（2010年12月、アイマックス）
- 純心美少女（2011年3月、フェアリー）
- キラ星!（2011年6月、イメージクリエーター）
- 「愛」してね。（2011年9月、彩文館出版）
- 愛モード（2011年12月、フェアリー）
- ピュア ラブ（2012年3月、ラインコミュニケーションズ）
- あいあいモード（2012年6月、グラッソ）
- あい あむ あい（2012年9月、オルスタックソフト）
- 純愛ラプソディー（2012年12月、ギルド）
- スウィートラブ（2013年3月、ラインコミュニケーションズ）
- きみの愛を忘れない〜揺れ動く17歳の思い〜（2013年6月、シャイニングスター）
- 愛に恋 〜（2013年9月、イーネット・フロンティア）
- ピュア・スマイル（2014年1月、竹書房）
- 君想い（2014年6月、マックス）

## 出演

### 舞台
- 池袋チャリンコ倶楽部「スイマー[15]」（2015年3月11日 - 15日、八幡山・ワーサルシアター）
- アリスインプロジェクト×ボクラ団義「ハイスクールミレニアム2015[16]」（2015年12月16日 - 20日、新馬場・六行会ホール） - 空組 月岡民美 役

### WEB
- 連続舞台小説「DAB+（ダブプラス）[17]」（2015年1月 - 4月、池袋チャリンコ倶楽部） - 水無月羽月 役

### テレビ
- Rの法則（2011年4月 - 2016年3月[18]、NHK教育テレビジョン）

### 広告
- オンズ・コンフィアンス（2012年頃 - ）[19]